# Miroslav Bechyně
Miroslav Bechyně (19. srpna 1931, Horní Dubenky u Jihlavy) je český vysokoškolský pedagog, vědecký pracovník v zemědělství a spisovatel.

## Život
Roku 1954 vystudoval agronomii na Vysoké škole zemědělské v Praze a získal titul inženýr. Později dosáhl akademických titulů docent a doktor věd. Působil také jako vedoucí Katedry tropických a subtropických plodin na Fakultě tropického zemědělství České zemědělské univerzity v Praze. Je autorem mnoha odborných prací z oboru šlechtění a genetiky rostlin. Pro chlapce napsal dobrodružný román Saskatchewan divoký a tichý (1975), jehož námět získal během svého pobytu v Kanadě v letech 1970–1971, kde pracoval jako vědecký pracovník Výzkumného ústavu kanadského ministerstva zemědělství..

## Dílo
- Saskatchewan divoký a tichý, Albatros, Praha 1975, dobrodružný román pro děti a mládež, ve kterém autor líčí osudy českého chlapce a později mladíka Martina Skokana, který se s otcem vystěhoval do Kanady, konkrétně do provincie Saskatchewan. Zde se spřátelil s Černonožci, stal se členem Kanadské jízdní policie, dostal se do centra povstání míšenců (métisů), které vedl Luis Riel, a byl svědkem jeho krvavé porážky roku 1885.

### Odborné práce (výběr)
- Biologie máku a systém jeho produkce (1987),
- Aspekty genetické variability u brukvovitých olejnin (1989),
- Aspekty genetické variability některých druhů rodu Brassica (1989),
- Mezidruhové křížení rodu Brassica (1991),
- Šlechtitelské metody pro dosažení vyšší kvality a výnosu žlutosemenných forem řepky (1992),
- Základy pěstování máku (1993),
- Principles of plant breeding and seed science (2005).